# Boleń (zatoka)
Boleń – zatoka Zalewu Szczecińskiego, w jego północnej części przy wyspie Wolin, przy północnej części półwyspu Rów. Zatoka należy do gminy Wolin i jej brzeg jest granicą administracyjną miasta Wolin.
Zatoka otacza od południa i wschodu półwysep Rów. Na północ od zatoki znajduje się Płocińska Mielizna.